# Bibliothèque de sciences humaines et sociales Paris Descartes-CNRS
Bibliothèque de sciences humaines et sociales Paris Descartes-CNRS (česky Knihovna humanitních a společenských věd Paříž Descartes-Národní výzkumné centrum) je univerzitní knihovna v Paříži, která se specializuje na literaturu o sociologii, lingvistice a pedagogice. Sídlí v ulici Rue des Saints-Pères  č. 45 v 6. obvodu. Knihovna je zároveň přidružené centrum Francouzské národní knihovny pro oblast zdraví a společnosti (zdraví, lékařství, etika apod.). Slouží především potřebám univerzity Paříž V (Descartes) a CNRS.

## Historie
Knihovna byla otevřena v roce 1946 jako knihovna sociologie a od roku 2007 sídlí na dnešním místě. Knihovna vznikla spojením dvou původně samostatných knihoven – knihovny humanitních věd Univerzity Paříž Descartes a knihovny sociologie CNRS.
Část pocházející z bývalých sbírek univerzity byla uložena na Sorbonně (fondy společenských věd a lingvistiky) a v ulici Rue des Saints-Pères (fondy pedagogiky).
Většina sbírky ale pochází ze sociologické knihovny CNRS. Její fond se vytvářel postupně v průběhu druhé poloviny 20. století, často z darů významných vědců, jako např. Maurice Halbwachs.
V roce 2006 došlo ke spojení obou knihoven a od roku 2007 sídlí na své současné adrese.

## Činnost knihovny
Jedná se o výzkumnou knihovnu pro studenty magisterského a doktorandského studia a členy univerzity.
Knihovna se podílí na projektu Perseus, programu digitalizace francouzských periodik v oblasti společenských věd a v roce 2008 stala druhým skenovacím centrem po Univerzitě Lyon II.
Také se podílí na projektech v rámci programu Adonis navrženého Ministerstvem školství určeném pro rozvoj společenských věd a dále na provozu tematické sítě Isore, jejímž cílem je podpořit výměnu vědeckých informací v oblasti společenských věd.

## Sbírky
Knihovna má kolem 80 000 děl, z nichž je asi 40 000 ve volném výběru a 2000 periodik, z nichž je 600 vycházejících tiskem a další množství on-line časopisů a databází, které jsou přístupné prostřednictvím předplatného na Univerzitě Paříž Descartes.